# RideLondon - Surrey Classic 2018
La RideLondon - Surrey Classic 2018, settima edizione della corsa, valevole come ventiseiesima prova dell'UCI World Tour 2018 categoria 1.UWT, si svolse il 29 luglio 2018 su un percorso di 187 km, con partenza e arrivo a Londra, nel Regno Unito. La vittoria fu appannaggio del tedesco Pascal Ackermann, che terminò la gara in 4h20'10" alla media di 42,204 km/h, precedendo gli italiani Elia Viviani e Giacomo Nizzolo.
Al traguardo di Londra 113 ciclisti, sui 139 alla partenza, portarono a termine la competizione.

## Squadre e corridori partecipanti
| N.    | Cod. | Squadra                  |
| ----- | ---- | ------------------------ |
| 1-7   | TKA  | Team Katusha Alpecin     |
| 11-17 | BOH  | Bora-Hansgrohe           |
| 21-27 | SVB  | Sport Vlaanderen-Baloise |
| 31-37 | TBM  | Bahrain-Merida           |
| 41-47 | TLJ  | Team Lotto NL-Jumbo      |
| 51-57 | ALM  | AG2R La Mondiale         |
| 61-67 | CCC  | CCC Sprandi Polkowice    |
| 71-77 | UAD  | UAE Team Emirates        |
| 82-87 | BRD  | Bardiani CSF             |
| 91-97 | AST  | Astana Pro Team          |

| N.      | Cod. | Squadra                        |
| ------- | ---- | ------------------------------ |
| 101-107 | BMC  | BMC Racing Team                |
| 111-117 | EFD  | Team EF Education First-Drapac |
| 121-127 | LTS  | Lotto Soudal                   |
| 131-137 | MTS  | Mitchelton-Scott               |
| 141-147 | DDD  | Team Dimension Data            |
| 151-157 | TNN  | Team Novo Nordisk              |
| 161-167 | SUN  | Team Sunweb                    |
| 171-177 | SKY  | Team Sky                       |
| 181-187 | QST  | Quick-Step Floors              |
| 191-197 | TFS  | Trek-Segafredo                 |

## Ordine d'arrivo (Top 10)
| Pos. | Corridore           | Squadra      | Tempo    |
| ---- | ------------------- | ------------ | -------- |
| 1    | Pascal Ackermann    | Bora         | 4h20'10" |
| 2    | Elia Viviani        | Quick-Step   | s.t.     |
| 3    | Giacomo Nizzolo     | Trek         | s.t.     |
| 4    | Iván García Cortina | Bahrain-Mer. | s.t.     |
| 5    | Simone Consonni     | UAE          | s.t.     |
| 6    | Phil Bauhaus        | Sunweb       | s.t.     |
| 7    | Jempy Drucker       | BMC          | s.t.     |
| 8    | André Greipel       | Lotto        | s.t.     |
| 9    | Jonas Koch          | CCC          | s.t.     |
| 10   | Rudy Barbier        | AG2R         | s.t.     |